# Brown-Séquardův syndrom
Brown-Séquardův syndrom je soubor příznaků nastávající po jednostranném přetětí či útlaku míchy (hemisekce míšní). Jedná se o příčné (transverzální) poškození poloviny míchy, z kterého lze demonstrovat funkci míšních drah. V klinické praxi je diagnostikován velmi vzácně, spíše se jedná o tzv. neúplný Brown-Séquardův syndrom (nekompletní poškození poloviny míchy). Příčinou může být zejména zranění, ale také krvácení, nedokrvení (ischemie), nádor, zánět atd.
Prvním, kdo dané onemocnění popsal, byl britský neurolog Charles-Édouard Brown-Séquard (1817–1896) v roce 1850.

## Příznaky

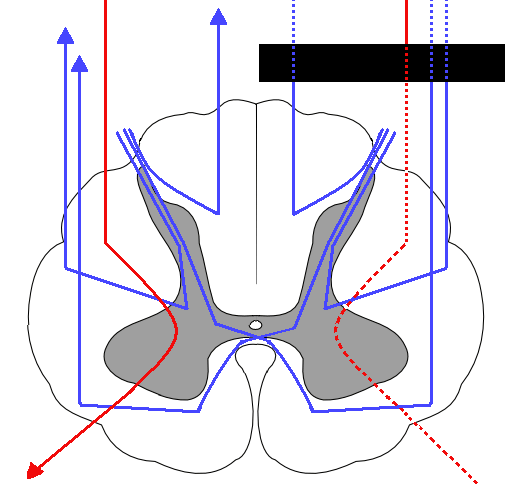
Přerušení funkce provazců (tečkovaně) při BSS.

Po minimalizaci míšního šoku dochází v závislosti na lokalizaci k těmto příznakům:
Na poškozené straně:
a) centrální (spastická) obrna – důvodem je vyřazení pyramidové dráhy (tractus corticospinalis).

b) ztráta hlubokého (proprioreceptivního) čití – pro poruchu zadních provazců míšních – Gallova a Burdachova (fasciculus gracilis et cuneatus).

c) ztráta povrchového (taktilního) čití – pro poruchu postranních provazců míšních.

d) kořenový (radikulární) syndrom – z poruchy několik kořenů v místě poškození míchy.

e) zvýšená citlivost (hyperestézie) – lokalizovaná nad místem poškození z dráždění zadních kořenů.
Na opačné (kontralaterální) straně:
a) porucha bolestivého (algického) čití – pro poškození ještě v míšním segmentu zkříženého svazku spinothalamického.

b) porucha tepelného (termického) čití – pro poškození zkříženého svazku spinothalamického.